# Seznam glasbenikov s sorodstvenimi vezmi
Seznam glasbenikov z medsebojnimi sorodstvenimi vezmi.
Abecedni seznam priimkov prikazuje uveljavljene slovenske in tuje glasbenike.

## A
- Emil Adamič; stric Bojana Adamiča
- Blaž Arnič; oče dirigenta Lovrenca Arniča, violinista Jerneja Arniča in skladateljice Blaženke Arnič-Lemež; ded pianistke Kristine Arnič
- Slavko Avsenik; brat Vilka Ovsenika; oče Slavka in Gregorja Avsenika; ded Saša, Monike in Blaža Avsenika

## B
- Irena Baar; hči Sama Vremška-
- Adriano Baruca; oče Lare Baruca
- Lara Baruca; hči Adriana Baruca
- Dejan Bravničar; sin Matije Bravničarja
- Borut Bučar; brat Tatjane Bučar
- Hans von Bülov; zet Franza Liszta

## C
- Renato Chicco; brat Selme Chicco Hajdin

## Č
- Danilo Čadež; oče Vladimirja Čadeža, ded Davida Čadeža
- David Čadež; sin Vladimirja Čadeža
- Vladimir Čadež; oče Davida Čadeža, bratranec Giannija Rijavca

## D
- Stanislav Demšar; mož Monike Skalar
- Ana Dežman; hči Elde Viler
- (Tone Dežman); oče Ane Dežman in mož Elde Viler
- Antonín Leopold Dvořák; tast Josefa Suka

## G
- Alenka Godec; hči Marjana Godca - Gule
- Jani Golob; oče Roka Goloba
- Slavko Goričar; oče Andreja Goričarja
- Primož Grašič; brat Gregorja Grašiča; nečak Pavla in Aleksandra Grašiča; oče Tijana Grašiča
- Janko Gregorc; oče Janeza Gregorca
- Gustav Grintal; oče Tomaža Grintala

## H
- Stane Habe; oče Tomaža Habeta
- Tomaž Habe; oče Katarine Habe; tast Roka Goloba
- Matej Hubad; oče Sama Hubada
- Ferry Horvat; brat Vinka Horvata; oče Anike Horvat

## J
- Jakob Jež; oče Brine Jež-Brezavšček

## K
- Danilo Kocjančič; oče Valentina Kanzyanija
- Franc Koren; oče Braca Korena
- Mile Kosi; mož Rude Ravnik Kosi
- Boris Kovačič; mož Stanke Kovačič; oče Mateja Kovačiča
- Lojze Krajnčan; mož Romane Krajnčan; brat Dominika Krajnčana; zet Marjana Ogrina; oče Kristijana in Žigana Krajnčana

## L
- Milko Lazar; nečak Višnje Korbar
- Marijan Lipovšek; oče Marjane Lipovšek in Bora Turela
- Franz Liszt; tast Richarda Wagnerja; tast Hansa von Bülova (oče Cosime Wagner)

## M
- Gašpar Mašek; oče Kamila Maška
- Meta Močnik Gruden; žena Petra Grudna

## N
- Karel Novak; mož Damjane Golavšek

## O
- Vilko Ovsenik; brat Slavka Avsenika; stric Slavka in Gregorja Avsenika

## P
- Ivan Prešern - Žan; mož Ivanke Kraševec

## R
- Primož Ramovš; oče Klemena Ramovša
- Gianni Rijavec; bratranec Vladimirja Čadeža
- Anja Rupel; hči Fedje Rupla

## S
- Mojmir Sepe; mož Majde Sepe; sin Franja Schiffra; oče Hotimirja Lešničarja - Merika
- Monika Skalar; žena Stanislava Demšarja
- Ati Soss; brat Mika Sossa
- Emil Spruk; mož Dunje Spruk; brat Roka Spruka
- Alojz Srebotnjak; mož Dubravke Tomšič Srebotnjak
- Josef Suk; zet Antonína Dvoráka

## Š
- Ciril Škerjanec; oče Igorja Škerjanca
- Boris Šurbek; brat Milivoja Šurbka; oče Jerneja Šurbka

## T
- Bor Turel, sin Marijana Lipovška in polbrat Marjane Lipovšek

## U
- Petar Ugrin; oče Petra Ugrina

## V
- Samo Vremšak; oče Irene Baar
- Elda Viler; mati Ane Dežman; žena Toneta Dežmana

## W
- Richard Wagner; zet Franza Liszta
- John Towner Williams; oče Josepha Williamsa

## Z
- Alojz Zupan; oče Andreja Zupana

## Ž
- Dečo Žgur; mož Nade Žgur; vnuk Vasilija Mirka
- Mia Žnidarič; žena Steva Klinka